# ダニエル・ヴァンギャルド
ダニエル・ヴァンギャルド（Daniel Vangarde、本名：ダニエル・バンガルテル〈Daniel Bangalter〉、1947年 - ）は、フランスのソングライター、音楽プロデューサー。子のトーマ・バンガルテルは電子音楽デュオ、ダフト・パンクのメンバーとして知られ、ダフト・パンクの活動初期には、ふたりを手助けしたこともあった。

## 経歴
1970年代はじめ、ヴァンギャルドは、フランスの夫婦歌手リンゴ（本名 Guy Bayle）とシェイラのふたり（後のシェイラ・ブラック・デヴォーション）と一緒に仕事をしながら、自身の名義でもフランスで数枚のレコードを作成していた。こうしたレコードの多くにおいて、また、その後のレコードにおいても、ヴァンギャルドは同僚作家、プロデューサーであったジャン・クルーガーと一緒に働いた。
1971年、ヴァンギャルドとクルーガーは、ヤマスキ・シンガーズ (Yamasuki Singers) 名義で、カルト作品となったLP『素晴らしきYAMASUKIの世界 (Le Monde Fabuleux Des Yamasuki)』をリリースした。これは日本のものを模したポップ・ソングのコンセプト・アルバムで、CDによる再発盤の解説では「a fuzzed-out-educational-multi-cultural psych-rock-opera.... proto-psychedelic hip-hop with overweight drum beats and basslines（ぼんやりした教育的で多文化主義的なサイケ・ロック・オペラ ... サイケデリック以前のヒップホップに、重たすぎるドラムのビートと、ベースラインが加えられている）」と表現された音であり、ずっと後に、ドラムンベースの起源として、探しまくられた音源となった。アルバムに収められた「Aieaoa」は、後にブラック・ブラッド (Black Blood)　やバナナラマによって「アイ・ア・ムアナ」として再録音された。バナナラマ盤は、彼女たちのデビュー・シングルとなった。
ヴァンギャルドにとっての最も大きな国際的成功は、1970年代後半に、オタワンの「D.I.S.C.O.」やギブソン・ブラザーズの「Cuba」の作者、プロデューサーとしてもたらされた。ヴァンギャルドはまた、マルティニークのグループで1980年代にフランスで人気を博したラ・コンパニー・クレオールとも、様々な仕事をともにした。
ヴァンギャルドはユダヤ系の出自をもっている。近年のヴァンギャルドは、第二次世界大戦中に権利を侵害されたユダヤ人芸術家たちの子孫たちへの経済的補償を求める運動を、主導している。
2013年5月、ロンドンの雑誌『Dazed & Confused』（後の『Dazedは、ヴァンギャルドのファンク、ディスコ、エレクトロの楽曲をミックスした1時間近い音源を、記事と連動させてネット上に公開した